# Эшби, Чарльз Роберт
Чарльз Pоберт Эшби  (англ. Charles Robert Ashbee; 17 мая 1863 — 23 мая 1942) — английский архитектор, дизайнер, художник-график, писатель и педагог. Участник движения «Искусства и ремёсла». Был сторонником идей Джона Рёскина и Уильяма Морриса, особенно касающихся социальной реформы.
В 1886 году по инициативе У. Морриса основал Гильдию и Школу ремёсел в лондонском Ист-Энде. Через семь лет школа была закрыта, но Гильдия продолжала существовать как важный центр художественных ремёсел согласно социальной и эстетической программе Уильяма Морриса. Климт был её директором в 1904—1914 годах. Эшби разрабатывал оригинальные шрифты, оформление книг, проектировал мебель, металлические изделия, ювелирные украшения, рисунки набивных тканей, во многом предвосхищая рационалистическое течение в искусстве английского модерна. Проекты интерьеров и рисунки посуды, сделанные Эшби, как и подобные работы Морриса, были ретроспективными: в них ощущается стилизация под XVII век, тем не менее, Эшби можно считать одним из провозвестников английского дизайна.
Среди сохранившихся построенных им зданий — несколько домов в традиционном английском «стиле коттеджа» в Чейн Уок (Cheyne Walk), Лондон (1898—1899). Эшби завершал реставрационные проекты в Чиппинг Кэмдене (Chipping Campden), куда он перевел Гильдию ремёсел в 1902 году. После встречи с Ф. Л. Райтом в 1900 году Эшби способствовал распространению его идей в Европе. Написал несколько книг. Ценным источником к биографии Ч. Р. Эшби стали две книги мемуаров его дочери Фелисити, вышедшие в 2001 и 2008 годах в Лондоне